# Mary Wollstonecraft

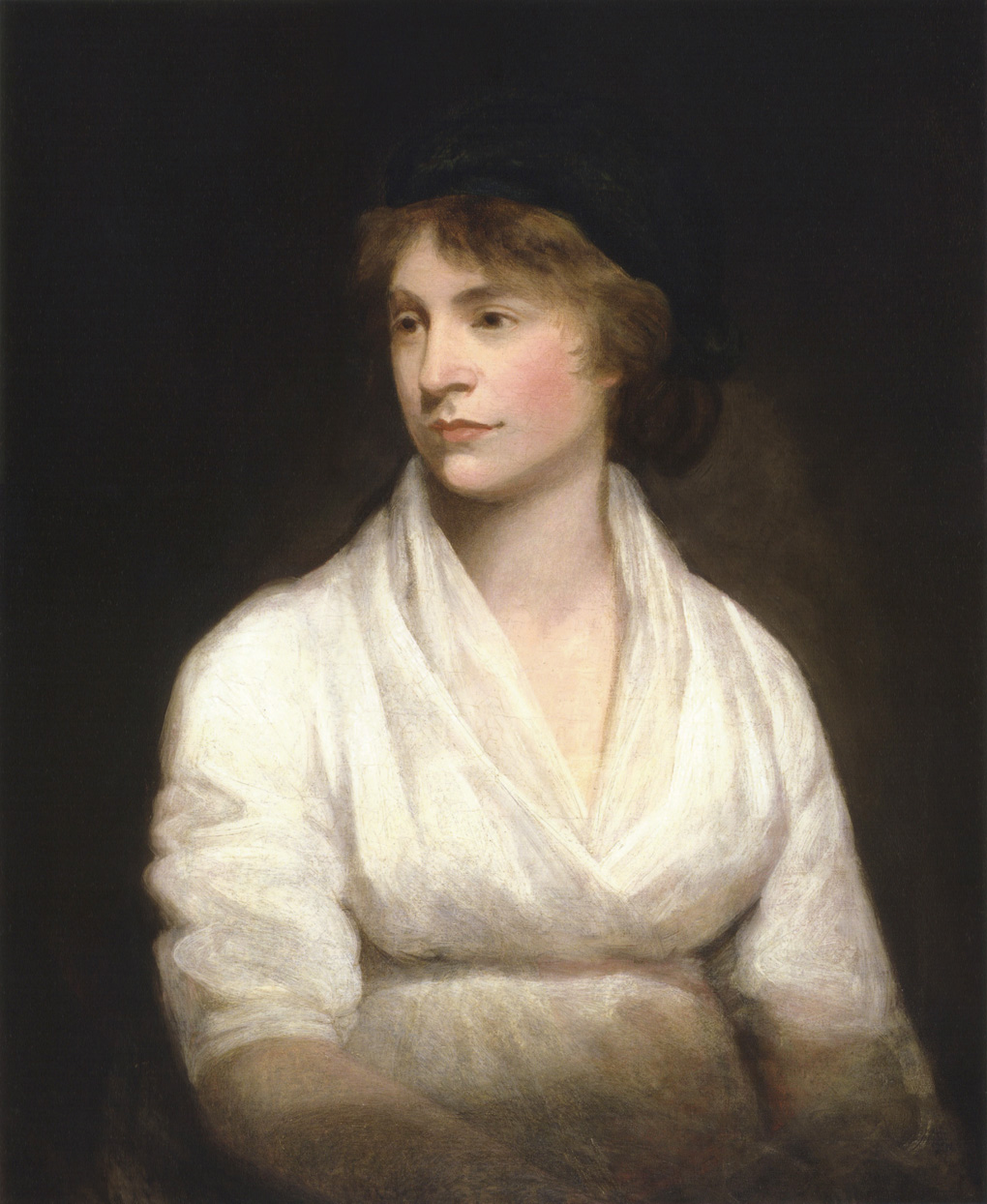
Mary Wollstonecraft
Gemälde von John Opie, 1797, National Portrait Gallery, London

Mary Wollstonecraft /ˈwʊlstənkrɑːft/ (* 27. April 1759 in Spitalfields, London; † 10. September 1797 in London) war eine englische Schriftstellerin, Philosophin, Frauenrechtlerin und Übersetzerin irischer Abstammung. Ihr bekanntestes Werk ist A Vindication of the Rights of Woman (1792), ein wegweisendes Werk der feministischen Philosophie, das für die Gleichheit von Männern und Frauen in allen Aspekten (moralisch, politisch, ökonomisch und legal) argumentiert. Die Grundlage ihrer Argumentation bildet sich aus der Überzeugung, dass Frauen, ebenso wie Männer, vernunftbegabte Wesen sind. Zentral für die Umsetzung der Gleichberechtigung sei das Recht von Frauen auf Bildung.
Während ihrer Karriere schrieb sie neben philosophischen Werken auch Romane, Reisetagebücher und eine Darstellung der Französischen Revolution.

## Leben
Wollstonecraft wurde als zweites von sieben Kindern des Webers und Landwirtes Edward John Wollstonecraft und seiner Ehefrau Elizabeth Dickson geboren. Der Vater war Alkoholiker; er misshandelte seine Ehefrau und missbrauchte die Töchter. Beruflich war er erfolglos und die Familie hatte oft finanzielle Schwierigkeiten. Seit Mary Wollstonecrafts frühester Kindheit zog die Familie immer wieder um. Länger als sechs bis sieben Jahre blieb sie nie an einem Ort. Deshalb wies Wollstonecrafts Schulbildung etliche Lücken auf. Doch Mary Wollstonecraft füllte diese Lücken in mühevollem Selbststudium und war ihr ganzes Leben über bestrebt zu lernen; ein großes Lebensziel war unter anderem die gleichberechtigte Schulbildung für Mädchen. Mit 19 Jahren ging sie von 1778 bis 1779 als Gesellschafterin einer älteren Dame nach Bath, kehrte aber 1780 zur Pflege ihrer erkrankten Mutter ins Elternhaus zurück. Nach dem Tod der Mutter gründete sie mit ihren Schwestern Eliza und Everina und ihrer Kindheitsfreundin Fanny Blood eine private Schule in London und unterrichtete dort bis 1786. In den Jahren 1782 bis 1785 gehörte sie der unitarischen Gemeinde um die Newington Green Unitarian Church an, die den nonkonformistischen Dissenters zugerechnet wurde, und stand im Austausch mit dem dortigen Prediger und Philosophen Richard Price.
1785 reiste Wollstonecraft nach Lissabon, um ihrer besten Freundin, der Illustratorin Fanny Blood, bei der Schwangerschaft und Geburt des ersten Kindes beizustehen. Blood war zuvor nach Lissabon gereist, um zu heiraten, und starb letztlich bei der Geburt. Im Dezember kehrte Wollstonecraft nach London zurück. Aufgrund von finanziellen Problemen, die während ihrer Abwesenheit entstanden waren, schloss Wollstonecraft im Januar 1786 die Schule. Um die Schulden zu bezahlen, nahm sie eine Stelle als Gouvernante in Irland an und begann damit, Thoughts on the Education of Daughters zu schreiben.
1787 wurde Wollstonecrafts Thoughts on the Education of Daughters von dem Verleger Joseph Johnson veröffentlicht. Ihre Stelle als Gouvernante wurde ihr im selben Jahr gekündigt. Durch ihre Arbeit als Übersetzerin und Leserin für Johnson konnte sie sich allerdings in London selbst finanzieren. 1788 veröffentlichte Johnson ebenfalls Wollstonecrafts ersten Roman Mary: A Fiction, Original Stories from Real Life. Sie wurde Teil von Johnsons Kreis von progressiven Schriftstellenden und Künstlern. Im Jahr 1790 veröffentlichte sie, zunächst anonym, A Vindication of the Rights of Men, welche sie als Reaktion auf Edmund Burkes Reflections on the Revolution in France (1790) geschrieben hatte. Durch die Auseinandersetzung mit dem seinerzeit hoch angesehenen Philosophen und Politiker wurde Mary Wollstonecraft schlagartig bekannt und ihre Veröffentlichungen erhielten große Resonanz.
Mary Wollstonecraft arbeitete auch als Übersetzerin für Deutsch, Französisch und Italienisch. Sie übersetzte beispielsweise das Werk Elements of morality for the use of children des deutschen Pfarrers und Pädagogen Christian Gotthilf Salzmann.
Im Januar 1792 veröffentlichte Wollstonecraft ihr bekanntestes Werk A Vindication of the Rights of Woman. Im selben Jahr reiste sie nach Frankreich, wo drei Jahre zuvor die Französische Revolution begonnen hatte. Das Werk widmete sie dem damaligen französischen Konventabgeordneten und späteren Außenminister Charles Maurice de Talleyrand, von dem sie sich einen Einsatz für die Rechte der Frauen erhoffte. Sein Vorschlag zur Bildung von Frauen in Frankreich hatte sie enttäuscht.
In diesem Winter 1792/1793 lernte Wollstonecraft bei ihrem lange geplanten Frankreichaufenthalt in Paris den amerikanischen Geschäftsmann Gilbert Imlay kennen, mit dem sie ab Mitte April 1793 eine Beziehung einging. Nach dem Aufstand der Pariser Sansculotten und dem Sturz der Girondisten wurde die Situation in Paris derart bedrohlich, dass Mary Wollstonecraft mit ihrem Geliebten nach Le Havre umzog. Am 14. Mai 1794 kam dort Fanny, die Tochter der beiden, zur Welt. Imlay ließ Wollstonecraft, obwohl sie nicht verheiratet waren, als seine Frau bei der amerikanischen Botschaft registrieren. Auf diese Weise war Wollstonecraft dadurch geschützt, dass sie theoretisch die amerikanische Staatsbürgerschaft in Anspruch nehmen konnte. 1794 schrieb und veröffentlichte Wollstonecraft A Historical and Moral View of the Origin and Progress of the French Revolution. Während Imlay bereits nach England zurückkehrte, blieben Wollstonecraft und ihre Tochter Fanny in Frankreich. 1795 folgte Wollstonecraft Imlay zurück nach London und erfuhr dort von seiner Untreue. Sie versuchte sich umzubringen, was Imlay verhinderte. Im Sommer 1795 unternahmen Imlay, sie und ihre Tochter eine dreimonatige Reise durch Skandinavien. Ihre Letters Written During a Short Residence in Sweden, Norway, and Denmark wurden 1796 veröffentlicht. Im September kehrte Wollstonecraft mit ihrer Tochter zurück nach England. Durch die sich auflösende Beziehung zwischen Imlay und ihr wurde Wollstonecraft zunehmend depressiv. Sie überlebte einen weiteren Suizidversuch am 10. Oktober 1795.
Am 14. April 1796 besuchte Wollstonecraft den proto-anarchistischen Schriftsteller William Godwin, den sie schon 1791 bei einem Empfang ihres Verlegers Johnson kennengelernt hatte. Am 29. März 1797 heirateten Wollstonecraft und Godwin in der St Pancras Church, London. Am 30. August 1797 kam ihre gemeinsame Tochter Mary zur Welt, die spätere Autorin des Romans Frankenstein. Nach deren Geburt erkrankte sie durch einen in der Gebärmutter verbliebenen Mutterkuchen schwer und starb elf Tage darauf am Kindbettfieber. Noch im 19. Jahrhundert hatten Geburten, aufgrund der mangelhaften hygienischen Verhältnisse, oft tödliche Folgen und für die tödliche Sepsis, an der Mary Wollstonecraft verstarb, gab es damals noch keine geeignete Behandlung. Nach ihrem Tod gab ihr Ehemann ihre Posthumous works in vier Bänden heraus und verewigte sie in seinem Roman St. Leon von 1799.
Die Tochter Mary Godwin, später Mary Shelley, wurde später Autorin des berühmten Romans Frankenstein.

## Wirken

### Philosophische Werke

#### Thoughts on the Education of Daughters
Bei der Thoughts on the Education of Daughters handelt es sich um eine pädagogische Schrift, die 1787 als Wollstonecrafts erstes Werk veröffentlicht wurde. Bereits am Anfang dieses Werkes appelliert Wollstonecraft an die Eltern, dass es sich um ihre Pflicht handelt, sicherzustellen, dass ihre Kinder lernen sollen, ihre Vernunft zu benutzen und zu beherrschen. Die Wichtigkeit von Vernunft für Wollstonecraft lässt sich in all ihren Werken wiederfinden. Wollstonecraft zieht es in ihrem Werk vor, dass Kinder häuslich erzogen werden und dass Mädchen und junge Frauen dazu gebracht werden, sich innere Ressourcen anzueignen, um psychologisch unabhängiger zu sein. Zudem sollen Kinder auf das „Hauptgeschäft des Lebens“ vorbereitet werden - die Erlangung von Tugendhaftigkeit und Autonomie. Wollstonecraft wurde durch die britische Frauenrechtlerin und Historikerin Catherine Macaulay in ihren pädagogischen Werken beeinflusst.

#### A Vindication of the Rights of Men
Das Werk A Vindication of the Rights of Men verfasste Wollstonecraft im November 1790 als Antwort auf Edmund Burkes Reflections of the Revolution in France (1790). Sie kritisiert in ihrem Werk Burkes Verteidigung der Monarchie und seine Abwertung der Rechte des Menschen bzw. Mannes. Zudem befürwortet sie den Republikanismus und verteidigt die Französische Revolution. Ihrer Meinung nach sei Burke mit seiner positiven Position zur Monarchie außerdem inkonsistent zu seinen vorherigen Schriften. Eine Kritik, mit der sie nicht alleine war.
Ihr wichtigster Kritikpunkt war es, das „Geburtsrecht des Menschen“ (“birthright of man”) als losgelöst von Tradition oder Erbe zu etablieren. Damit das Konzept von menschlichen „Rechten“ als wesentliches Instrument dienen könne, müssten Rechte abstrakt und unveränderlich sein.
“The birthright of man, to give you, Sir, a short definition of this disputed right, is such a degree of liberty, civil and religious, as is compatible with the liberty of every other individual with whom he is united in a social compact, and the continued existence of that compact.”
Wollstonecraft definiert das „Geburtsrecht des Menschen“ daher als Freiheit, die so weit gehe, wie sie mit der Freiheit aller anderen Individuen und dem sozialen Vertrag vereinbar sei. Die einzige Freiheit, die als Recht beansprucht werden könne, sei „gleiche“ (“equal”) Freiheit. Freiheit, die auf diese Weise definiert wird, könne nur durch Ungerechtigkeit verhindert werden, nicht durch Zwang. Als Gesellschaft betrachtet Wollstonecraft daher nur Zusammenschlüsse, in denen alle Menschen durch Gesetze gleich sind.
Wollstonecraft argumentiert, damit Freiheit (“liberty”) eine beständige Grundlage habe, müsse diese Grundlage von „armen Männern, oder Philosophen“ gelegt werden. Dies begründet sie damit, dass Ungerechtigkeit zwar jeden verderbe, aber Gerechtigkeit nur im Interesse der Arbeiterklasse sei. “[T]he rich will not dismantle the structure that favors them.” Männer, die nichts zu verlieren hätten, könnten dadurch auch nicht korrupt sein.
A Vindication of the Rights of Men kann nicht nur als eigenständiges Werk, sondern auch als notwendige Einführung für die Vindication of the Rights of Woman verstanden werden. Denn Wollstonecrafts Argumente fokussieren sich unter anderem auf die Gefahren, die sich für eine Gesellschaft ergeben, wenn sie einer Hierarchie folgt.

#### A Vindication of the Rights of Woman

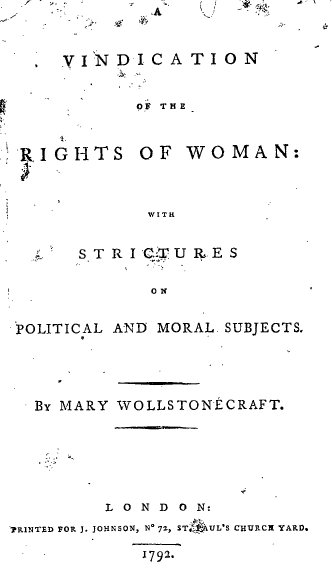
Titelseite der Erstausgabe von Rights of Woman

Das Werk A Vindication of the Rights of Woman (Verteidigung der Rechte der Frau) ist nicht nur das bekannteste Werk von Wollstonecraft, es zählt auch als eines der frühesten Werke der feministischen Philosophie. Wollstonecraft argumentiert in ihrem Werk, dass Frauen angemessene Rechte in der Gesellschaft zustehen sollten, da Männer und Frauen gleichermaßen über die Fähigkeit zur Vernunft („reason“) verfügen und daher keine geschlechtsspezifischen Ungleichheiten gerechtfertigt seien.
Wollstonecraft akzeptiert jedoch, dass Frauen und Männer nicht gleich seien. Unter anderem erwähnt sie, dass Frauen charakterschwach, unwissend und gefühlvoll seien. Diese Schwäche erklärt sie wiederum dadurch, dass Frauen absichtlich unwissend gehalten und dazu erzogen werden würden, harmlos und sanftmütig zu sein, um anschließend behaupten zu können, sie seien von Natur aus unfähig. Zudem argumentiert Wollstonecraft, dass Frauen mehr als Ehefrauen wären, die ein schönes Aussehen besitzen und als eigenständige Individuen und Weggefährten gesehen werden sollten.
Wollstonecrafts Bestreben besteht darin, zu verdeutlichen, dass Frauen und Männer gleichermaßen über die Eigenschaft Vernunft verfügen. Aus diesem Grund dürften keine moralischen oder politischen Unterschiede zwischen ihnen gemacht werden, um die Unfreiheit von Frauen zu rechtfertigen. Im Gegenteil, Tugendhaftigkeit („virtue“) und Wissen („knowledge“) würden ihrer Meinung nach natürlich durch die Ausübung der Vernunft sprießen. Wollstonecraft versucht das Hebammenwesen für die Frauen zurückzuerobern, damit sie finanzielle Unabhängigkeit erreichen und nicht aus finanzieller Not heraus heiraten müssen. Zudem fordert Wollstonecraft die volle Staatsbürgerschaft für Frauen.
In ihrer Argumentation beruft sich Wollstonecraft auf die von Gott gegebenen Rechte, von denen John Locke in seinem Werk Second Treatise of Government (1690) schreibt. Diese Rechte wären ihres Erachtens sowohl für Männer als auch für Frauen dieselben, da Gott keine Unterschiede im Geschlecht macht.
Für die Umsetzung der Gleichberechtigung bedarf es nach Wollstonecraft, dass Frauen der Zugang zu Bildungsmöglichkeiten gewährleistet werde. Dafür sollten zunächst Vorurteile, die gegen Frauen herrschen, aufgearbeitet werden, oder, wie Wollstonecraft gesagt hat, man müsse „zu den ersten Prinzipien zurückkehren“ („we need to ‘go back to first principles’“). Ein weiterer Punkt in ihrem Werk ist die Kritik an den klassischen Geschlechterrollen. Bei diesem Punkt greift sie offen männliche Philosophen wie Jean-Jacques Rousseau an, der in seinem Werk Émile schreibt, dass Frauen nur der Unterhaltung und Befriedigung der männlichen Bedürfnisse dienen würden.

### Romane

#### Mary: A Fiction
Wollstonecrafts erster Roman Mary: A Fiction, Original Stories from Real Life wurde 1788 vom Verleger Joseph Johnson veröffentlicht. Sie begann mit dem Schreiben bereits 1787, als sie noch als Gouvernante für die Familie Kingsborough arbeitete. Die autobiografisch geprägte Erzählung zeigt, wie eine ungewöhnliche und begabte Frau lernt, selbst zu denken und zu handeln.

#### Maria: or, The Wrongs of Woman
Maria: or, The Wrongs of Woman war Wollstonecrafts zweiter Roman und wurde 1798 postum unvollendet von ihrem Ehemann William Godwin veröffentlicht. Sie begann mit dem Schreiben im Jahr 1796. Der Roman handelt von der Hauptfigur Maria, die in einer psychiatrischen Anstalt eingesperrt wird. Ihr Ehemann veranlasste dies, um Zugang zu ihrem Erbe zu bekommen.

### Briefe
Im Januar 1796 veröffentlichte Wollstonecraft die Letters Written during a Short Residence in Sweden, Norway and Denmark. Ihre Letters to Imlay wurden von ihrem Ehemann William Godwin 1798, nach ihrem Tod, veröffentlicht.

## Ehrungen

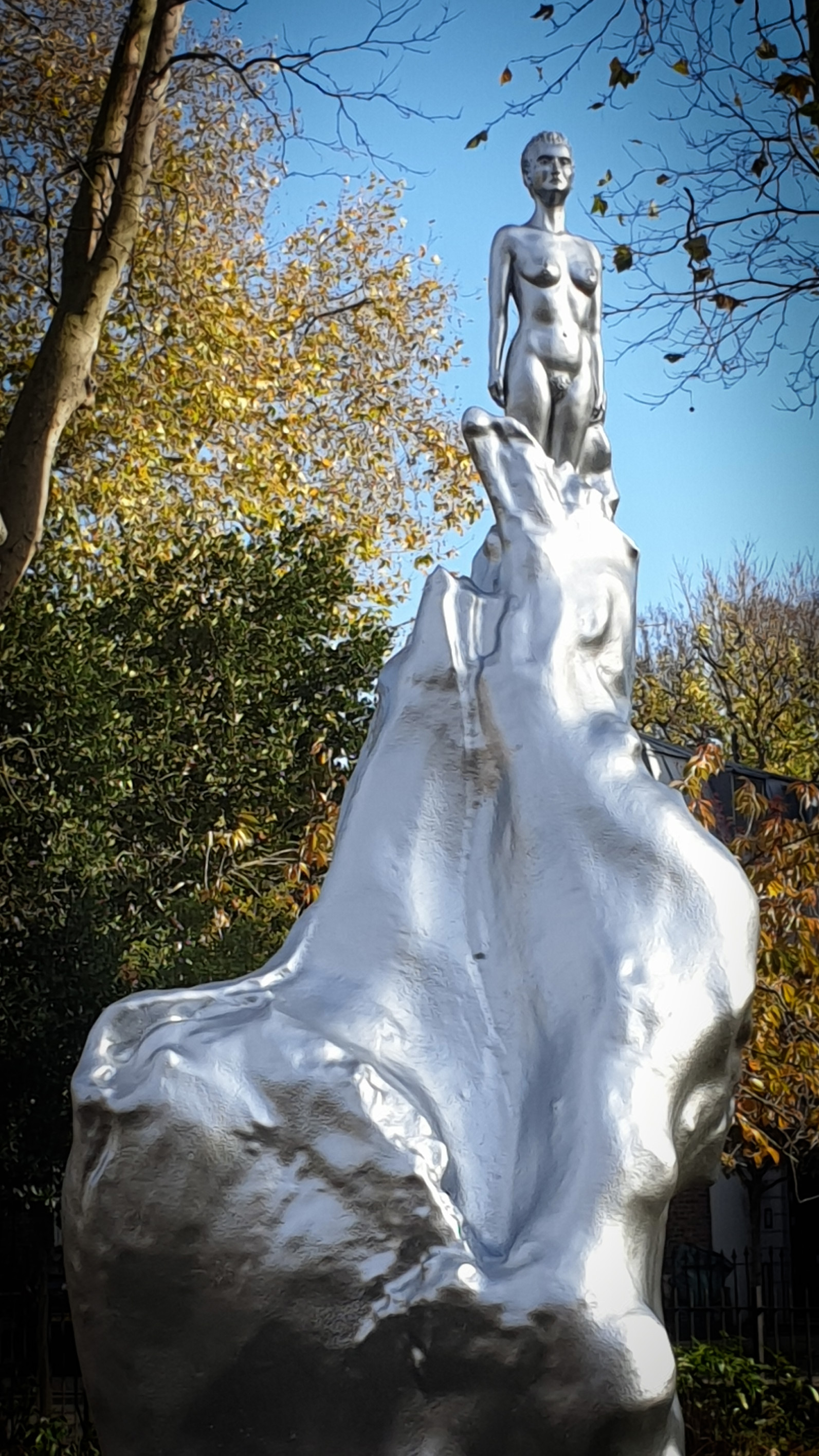
A Sculpture to Mary Wollstonecraft von Maggi Hambling im Newington Green (Islington)

Wollstonecraft fand Eingang in die bildende Kunst des 20. Jahrhunderts. Die feministische Künstlerin Judy Chicago widmete ihr in ihrer Arbeit The Dinner Party eines der 39 Gedecke am Tisch. 2020 wurde zu ihren Ehren eine Gedenkstele im Londoner Stadtteil Newington Green mit einer Plastik der Künstlerin Maggi Hambling errichtet, die jedoch teilweise auf Kritik stieß, da sie eine nackte Frauenfigur abbildet, die der Schriftstellerin nicht ähnlich sieht.
1994 wurde der Venuskrater Wollstonecraft nach ihr benannt.
Die Politikwissenschaftlerin Carole Pateman formulierte 1988 das Wollstonecraft-Dilemma, das den Zielkonflikt zwischen der Forderung nach rechtlicher Gleichstellung von Frauen und der Forderung nach gleichberechtigter Wertschätzung der Talente, Bedürfnisse und Betreuungsfähigkeiten von Frauen beschreibt.

## Werke (Auswahl)
- Verteidigung der Menschenrechte. In: Hermann Klenner (Hrsg.): Haufe-Schriftenreihe zur rechtswissenschaftlichen Grundlagenforschung. Band 8. Rudolf Haufe Verlag, Freiburg im Breisgau, Berlin 1996, ISBN 3-448-03296-4 (archive.org – Originaltitel: A Vindication of the Rights of Men, in a Letter to the Right Honourable Edmund Burke; Occasioned by His Reflections on the Revolution in France. 1790. Übersetzt von Jutta Schlösser).
- Die Verteidigung der Frauenrechte. In: Ursula I. Meyer (Hrsg.): Philosophinnen. Band 21. ein-FACH-Verlag, Aachen 2008, ISBN 978-3-928089-48-7 (Originaltitel: A Vindication of the Rights of Woman with Strictures on Political and Moral Subjects [1792]. Übersetzt von Petra Altschuh-Riederer).
- A Vindication of the Rights of Woman, 1792, Neuauflage: Oxford University Press, 2009, ISBN 978-0-19-955546-8.
- Thoughts on the Education of Daughters. 1787; archive.org.
- An Historical and Moral View of the French Revolution; and the Effect It Has produced in Europe. Volume the first. Joseph Johnson, Londen 1794; Textarchiv – Internet Archive.
- Letters Written during a Short Residence in Sweden, Norway, and Denmark. Joseph Johnson, Londen 1796; books.google.nl
- The Wrongs of Woman, or Maria. Posthumous Works of the Author of A Vindication of the Rights of Woman. Ed. William Godwin. Joseph Johnson, Londen 1798. Vol. I – archive.org; Vol. II – archive.org.
- The Works of Mary Wollstonecraft. In: Janet Todd (Hrsg.), NYU Press, London 1989, ISBN 978-0-8147-9228-5.
- Collected Letters of Mary Wollstonecraft. Hrsg.: Janet Todd. Penguin Classics, 2004.

## Übersetzungen
- Jacques Necker: Of the Importance of Religious Opinions. Trans. Mary Wollstonecraft. Joseph Johnson, London 1788; archive.org.
- Maria Geertruida van de Werken de Cambon: Young Grandison. A Series of Letters from Young Persons to Their Friends. Trans. Mary Wollstonecraft. Joseph Johnson, London 1790. Vol. I – archive.org; Vol. II – archive.org.
- Christian Gotthilf Salzmann: Elements of Morality, for the Use of Children; with an introductory address to parents. Trans. Mary Wollstonecraft. Joseph Johnson, Londen (1790–1793). Vol. I – archive.org; Vol. II – Textarchiv – Internet Archive.